# ام‌تی‌اس۲۲۵
ام‌تی‌اس۲۲۵ (به انگلیسی: MTs255) یک شات‌گان ششلول است که دارای سیلندر با ظرفیت ۵ تیر است. این اسلحه در شرکت روسی TsKIB SOO اداره مرکزی تحقیق و طراحی اسلحه‌های ورزشی ساخته شده است.